# From Hell with Love
From Hell with Love è il secondo album della heavy metal band finlandese Beast in Black, pubblicato nel 2017 dalla Nuclear Blast.
In questo disco debutta il batterista Atte Palokangas, che va a sostituire il defezionario Sami Hänninen.
Nell'album sono presenti due bonus tracks di rilievo: Killed by Death (cover dei Motorhead) e No Easy Way Out (cover di Robert Tepper), celebre brano degli anni '80.

## Tracce
1. Cry Out for a Hero – 3:29
2. From Hell with Love – 3:57
3. Sweet True Lies – 3:28
4. Repentless – 4:04
5. Die by the Blade – 3:16
6. Oceandeep – 5:47
7. Unlimited Sin – 3:35
8. True Believer – 3:29
9. This Is War – 3:40
10. Heart of Steel – 4:23
11. No Surrender – 4:16
12. Killed by Death (Bonus track) – 3:54
13. No Easy Way Out (Bonus track) – 4:06

## Formazione
- Yannis Papadopoulos - voce
- Anton Kabanen - chitarra, Cori, Sintetizzatori, Tastiere
- Kasperi Heikkinen - chitarra
- Máté Molnár - basso
- Atte Palokangas - batteria